# ミリン
ミリン（学名:Solieria pacifica）とは、スギノリ目ミリン科ミリン属の紅藻である。
南日本の海に分布しており、食用となる。海藻養殖されている。

## 特徴
全体的に紅色であるが、窒素が低いと黄化する。多肉質で粘性に富む。
体はやや扁平な円柱で、そこから枝が互生的に2－3回枝分かれする。枝は基部がくびれ、先端が尖る。

## 味
生の状態では、鮮度が落ちやすいため塩蔵される。クセがなく、コリとした触感と中身にジュルっとしたトロミがある。